# Ditazolo
Il ditazolo è un farmaco inibitore dell'aggregazione piastrinica commercializzato in Spagna e Portogallo come Ageroplas.

## Meccanismo d'azione
È un FANS che agisce come inibitore della cicloossigenasi, ma, a differenza dell'acido acetilsalicilico, questa inibizione è temporanea.

## Metabolismo
Il farmaco viene metabolizzato dal fegato ed eliminato per via biliare, pertanto l'uso è sconsigliato nel paziente affetto da insufficienza epatica.

## Dosi terapeutiche
Il ditazolo è utilizzato, in dosi variabili tra gli 0,8 e gli 1,5 mg, da assumere 3-4 volte al giorno a stomaco pieno. Tuttavia, proprio l'alto dosaggio e la numerosità delle somministrazioni non ne permettono l'uso prolungato, pertanto questo farmaco è utilizzato sporadicamente.

## Effetti collaterali
Gli effetti collaterali sono soprattutto di tipo gastrointestinali, in particolare gastralgia e pirosi, tanto che l'uso è sconsigliato nel caso di ulcera peptica.
Il farmaco è stato ritirato dal commercio in Italia nel 1998.